# William Donovan

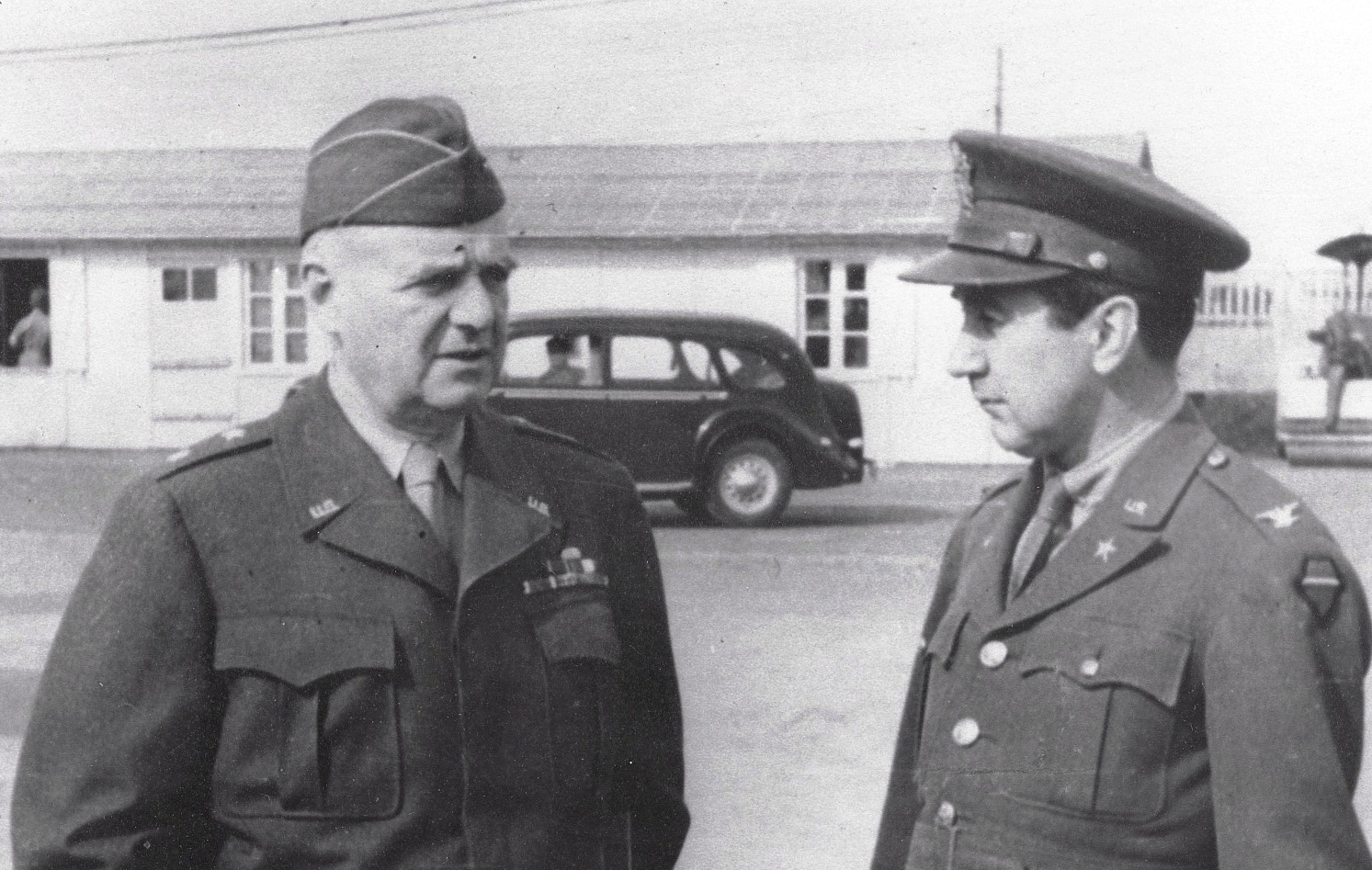
Donovan (po lewej) jako szef OSS z płk. Williamem H. Jacksonem, kwiecień 1945

William Joseph Donovan (ur. 1 stycznia 1883 w Buffalo w stanie Nowy Jork, zm. 8 lutego 1959 w Waszyngtonie) – generał major (Major General) armii amerykańskiej, w czasie II wojny światowej twórca i dyrektor Biura Służb Strategicznych (Office of Strategic Services – OSS); od chwili jego powstania w 1941, szef tajnych operacji amerykańskich.

## Życiorys

### Dzieciństwo i młodość
Urodził się 1 stycznia 1883 w Buffalo w stanie Nowy Jork w katolickiej rodzinie irlandzkiej. Podczas studiów na Columbia University, był znanym graczem futbolu; uniwersytet ukończył w 1905.
Wzięty prawnik nowojorski, po wybuchu I wojny światowej wyjechał do Europy jako uczestnik organizowanej przez Herberta Hoovera akcji pomocy głodującym.

### Służba wojskowa
W 1916 odwołany do Stanów Zjednoczonych i wcielony do wojska. Walczył w potyczkach z grasującymi na granicy meksykańsko-amerykańskiej oddziałami Pancho Villi, następnie został odwołany do Nowego Jorku, gdzie otrzymał dowództwo batalionu legendarnego 69. Pułku Piechoty (Fighting Irish) nowojorskiej Gwardii Narodowej, walczącego od listopada 1917 na frontach w Europie.
Był trzykrotnie ranny. Za odwagę na polu walki odznaczony m.in. Medalem Honoru, Krzyżem za Wybitną Służbę oraz Legią Honorową i Orderem Imperium Brytyjskiego. Do roli wywiadu przekonał się bezpośrednio po zakończeniu wojny, jako amerykański oficer łącznikowy przy dowództwie armii adm. Aleksandra Kołczaka.

### Dwudziestolecie międzywojenne
Po powrocie do Stanów Zjednoczonych w połowie 1920, Donovan podjął przerwaną karierę prawniczą, dochodząc do stanowiska zastępcy prokuratora generalnego Stanów Zjednoczonych, po czym otworzył praktykę prywatną.
Jako osoba ciekawa świata i nie mogąca długo usiedzieć w jednym miejscu, w latach 30. XX w. wiele podróżował prywatnie, m.in. do ogarniętej wówczas wojną domową Hiszpanii i Abisynii, a u schyłku dekady odbył liczne podróże po Europie i Bliskim Wschodzie, w roli specjalnego wysłannika ówczesnego prezydenta USA, Franklina Delano Roosevelta.

### II wojna światowa
W lipcu 1940 udał się z misją do Wielkiej Brytanii, oficjalnie w celu oceny brytyjskiego potencjału obronnego. Za wszelką cenę starał się storpedować tę wizytę przekonany o nieuchronnym zwycięstwie Niemiec ambasador USA Joseph P. Kennedy. Donovan spotkał się w Londynie z dyrektorem Wywiadu Marynarki Wojennej, kontradmirałem Johnem Godfreyem, szefem Tajnej Służby Wywiadowczej MI6, gen. mjr. sir Stewartem Menziesem oraz innymi wysokimi oficerami wywiadu brytyjskiego. Nie został jednak oficjalnie powiadomiony o powołaniu nowej brytyjskiej agencji prowadzącej wojnę sabotażową, Kierownictwie Operacji Specjalnych SOE. Przyjęta z entuzjazmem przez brytyjskie koła oficjalna wizyta przekonała Donovana, że z pomocą USA Wielka Brytania zdoła odeprzeć napór niemiecki.
W końcu 1940 wraz z szefem operacji wywiadu brytyjskiego Williamem Stephensonem udał się w niebezpieczną, liczącą ponad 40 tysięcy kilometrów trasę po frontach wojny i głównych ośrodkach działalności szpiegowskiej na kontynencie europejskim i w Afryce. Odwiedził Wielką Brytanię, Gibraltar, Maltę, Egipt, Grecję, Jugosławię, Turcję, Portugalię i Hiszpanię. Miał okazję ujrzeć, jak to ujął jego biograf, Anthony Cave Brown – (...) niekończącą się procesję generałów, admirałów, marszałków lotnictwa, szpiegów, polityków, szejków, księży, mułłów, książąt, pułkowników i królów. Zabiegający o wciągnięcie Stanów Zjednoczonych do wojny premier Wielkiej Brytanii Winston Churchill był nim zachwycony.
Powrót Donovana do Waszyngtonu w marcu 1941 poprzedziły doniesienia amerykańskich attachés wojskowych o jego szczególnym zainteresowaniu sprawami wywiadu. Szef wywiadu US Army, gen. mjr Sherman Miles napisał 8 kwietnia 1941 w liście do gen. George’a C. Marshalla:

Wiele przemawia za tym, że płk Donovan zmierza do powołania superagencji, kontrolującej cały wywiad, co mogło się okazać wysoce niekorzystne, o ile nie wręcz katastrofalne w skutkach.

W tym samym czasie dyrektor Federalnego Biura Śledczego – FBI, John Edgar Hoover, zabiegał o rozszerzenie zasięgu działań swojej Specjalnej Służby Wywiadowczej (Special Intelligence Service) na kraje obce, od Ameryki Łacińskiej po Europę i Azję. Niechęć Milesa i Hoovera do Donovana była tym silniejsza, że obydwaj mieli innego jeszcze konkurenta Vincenta Astora, którego prezydent mianował niedawno kontrolerem wywiadu US Army, i Biura Wywiadu Marynarki Wojennej (Office of Naval Intelligence – ONI) i FBI w okręgu nowojorskim, a którego według krążących pogłosek miał w najbliższym czasie zamiar postawić na czele nowej superagencji wywiadowczej. 10 czerwca, zachęcany usilnie przez sekretarza marynarki wojennej Franka Knoxa. Donovan wystosował memoriał, w którym uzasadniał konieczność utworzenia tajnej służby. Agencją taką winien według niego kierować koordynator informacji strategicznych, mianowany przez prezydenta i odpowiedzialny bezpośrednio przed nim i nikim innym. Budżet agencji miał pochodzić z tajnego funduszu, kontrolowanego według uznania prezydenta. Donovan zgodził się, że nowa agencja nie powinna przejąć wewnątrzkrajowych kompetencji FBI, ani dublować obowiązków służb wywiadu US Army i US Navy. Miała za to koordynować, podporządkować i interpretować całość informacji pochodzących z wszelkiego rodzaju źródeł.
Brytyjczycy, którzy widzieli w Donovanie herolda sprawy czynnego poparcia ich wysiłku zbrojnego przez Stany Zjednoczone, podjęli, jak to później określano, „próbę przyśpieszenia sprawy”. Z misją do Waszyngtonu przyjechał ówczesny DNI (Director of Navy Intelligence) Godfrey, któremu towarzyszył kmdr por. Ian Fleming. Najbliższe dni spędzili upewniając prezydenta USA, że Stany Zjednoczone potrzebują agencji, na czele której powinien stanąć Donovan.
11 lipca 1941 prezydent Roosevelt mianował Donovana dyrektorem nowej agencji wywiadu zagranicznego, nadając mu tytuł Koordynatora Informacji (strategicznej), Coordinator of Strategic Information. Stephenson depeszował do Dyrektora Generalnego MI6, Menziesa – Może pan sobie wyobrazić, jaką ulgę odczułem na wieść, że na stanowisku o tak wielkim znaczeniu znalazł się nasz człowiek... Początkowo prezydent chciał Donovana przywrócić do służby czynnej, ustąpił jednak wobec opozycji US Army i Kongresu. Donovan rozpoczął więc karierę wywiadowczą jako cywil (mundur przywdział ponownie dopiero 7 grudnia 1941). Często mówiono o nim „generał Donovan”, generałem brygady został jednak dopiero w marcu 1943, a w listopadzie 1944 mianowano go generałem majorem.
Początki nowej agencji, na czele której stanął Donovan, nie były zbyt pomyślne. Już w lipcu 1942, Donovan o mało nie stracił OSS, wydając rozkaz dokonania serii włamań do ambasady hiszpańskiej w Waszyngtonie. Tylko interwencja JCS zdołała uratować OSS i Donovana przed wściekłym dyrektorem FBI Hooverem.
Wiele czasu zajmowało Donovanowi zwalczanie rywali i przeciwników. A miał ich wielu: wysocy funkcjonariusze wywiadu brytyjskiego obawiali się konkurencji OSS i SOE w Europie, gen. Douglas MacArthur zabraniał jego ludziom (agentom OSS) wstępu na obszar południowo-wschodniego Pacyfiku, a w kraju jego przeciwnikiem był dyrektor FBI.
7 czerwca 1944, drugiego dnia inwazji w Normandii, Donovan i jego adiutant David Bruce wylądowali na plaży Utah (łamiąc przepis zakazujący oficerom Ultry narażać się na ryzyko wzięcia do niewoli). Gdy znaleźli się pod ogniem niemieckich karabinów maszynowych, Donovan stwierdził: Obaj wiemy za dużo, a po wyjęciu pistoletu dodał Jeśli będą chcieli nas dostać, zastrzelę najpierw ciebie. Siebie potem. (...) Ostatecznie to ja dowodzę.

### Nowa agencja
Pod koniec wojny szef OSS, William J. Donovan, przedstawił prezydentowi Rooseveltowi propozycję utworzenia wzorowanej na OSS agencji wywiadowczej przystosowanej do działań w czasie pokoju. Do realizacji nowego pomysłu Donovana nie doszło, gdyż prezydent Roosevelt zmarł nagle 12 kwietnia 1945. Jego następca, Harry S. Truman, rozwiązał Biuro Służb Strategicznych 1 października 1945. Mimo to OSS prowadziło swą działalność jeszcze do 12 stycznia 1946.
Część pracowników cywilnych i wojskowych OSS, a było ich 1362 osoby, przeniesiono do Tymczasowej Służby Badań i Wywiadu podległej Departamentowi Stanu USA, resztę personelu – 9028 osób, przeniesiono do nowo utworzonej Jednostki Służby Strategicznej – (Strategic Service Unit – SSU), która następnie przemianowana została na Centralną Agencję Wywiadowczą.
Donovan występował jako oskarżyciel pomocniczy w kilku procesach przed Trybunałem Norymberskim. W latach 1949–1952 był członkiem Amerykańskiego Komitetu do Zbadania Zbrodni Katyńskiej. W sierpniu 1953 został mianowany ambasadorem USA w Tajlandii, wycofał się 18 miesięcy później ze względu na zły stan zdrowia.
Zmarł 8 lutego 1959 w sanatorium wojskowym w Waszyngtonie. Gdy ówczesny prezydent USA Dwight Eisenhower, dowiedział się o jego śmierci, krzyknął – Cóż to był za człowiek! Straciliśmy ostatniego bohatera! Został pochowany na Narodowym Cmentarzu w Arlington w stanie Wirginia.

## Odznaczenia
- Medal Honoru (USA)

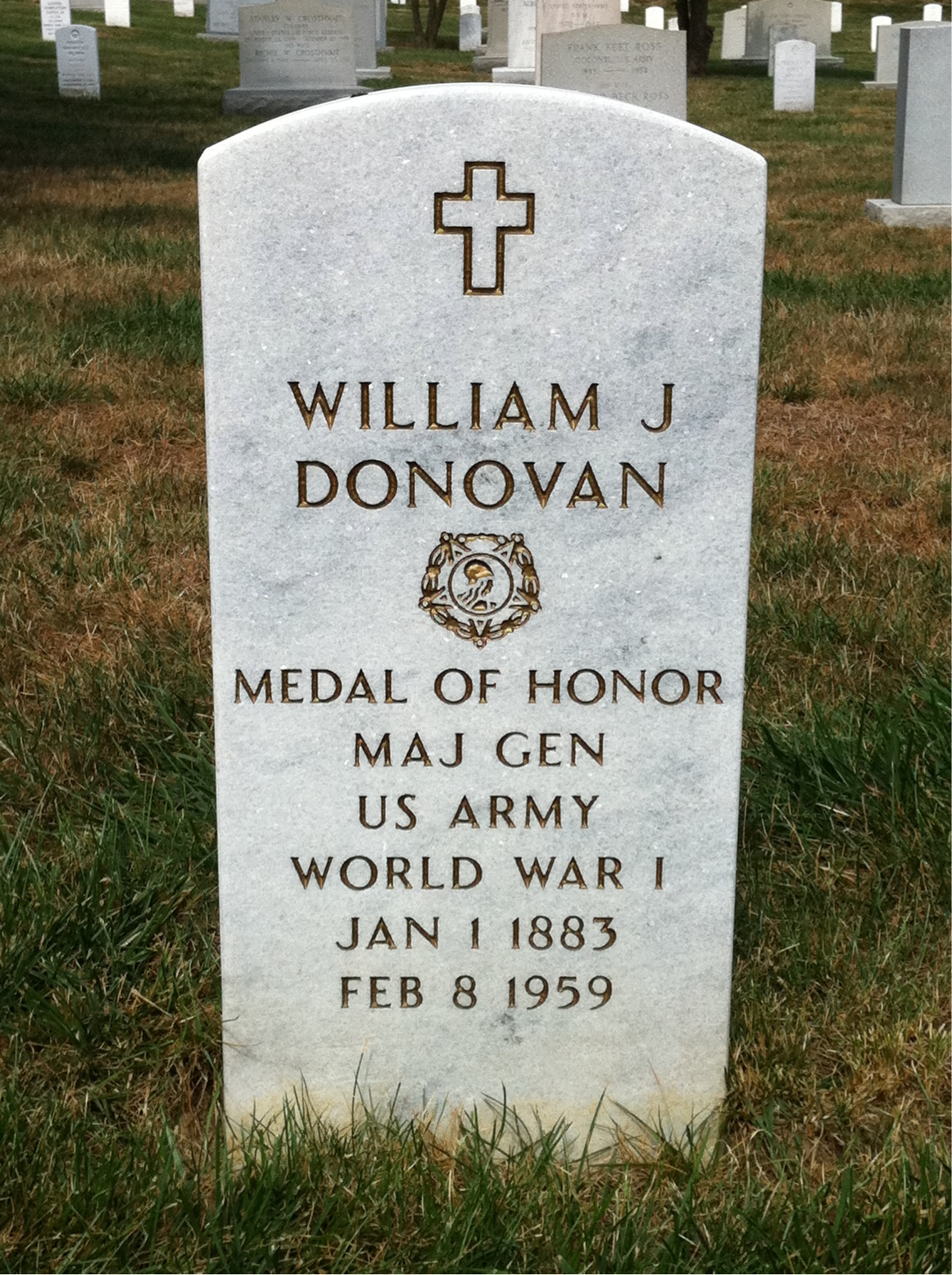
Grób Donovana na Cmentarzu Narodowym w Arlington

- Krzyż za Wybitną Służbę (Distinguished Service Cross, USA)
- Medal Sił Lądowych za Wybitną Służbę – trzykrotnie (USA)
- Purpurowe Serce – dwukrotnie (Purple Heart, USA)
- National Security Medal (USA)
- Mexican Border Service Medal (USA)
- Medal Zwycięstwa (USA)
- Medal Armii Okupacyjnej Niemiec (USA)
- Medal Amerykańskiej Służby Obronnej (USA)
- Medal Kampanii Amerykańskiej (USA)
- Medal Kampanii Azji-Pacyfiku (USA)
- Medal Kampanii Europy-Afryki-Bliskiego Wschodu (USA)
- Medal Zwycięstwa w II Wojnie Światowej (USA)
- Medal Armii Okupacyjnej (USA)
- Armed Forces Reserve Medal (USA)
- Wielki Oficer Orderu Leopolda (Belgia)
- Krzyż Wojenny Czechosłowacki 1939 (Czechosłowacja)
- Komandor Orderu Legii Honorowej (Francja)
- Kawaler Orderu Legii Honorowej (Francja)
- Krzyż Wojenny 1914–1918 z palmą i srebrną gwiazdą (Croix de guerre, Francja)
- Wielki Oficer Orderu Oranje-Nassau (Holandia)
- Krzyż Wielki Orderu Świętego Olafa (Norwegia)
- Krzyż Komandorski z Gwiazdą Orderu Odrodzenia Polski (Polska)
- Krzyż Wielki Orderu Słonia Białego (Tajlandia)
- Krzyż Wielki Orderu Świętego Sylwestra (Watykan)
- Krzyż Laterański (Crux Lateranum, Watykan)
- Kawaler Komandor Orderu Imperium Brytyjskiego (Knight Commander Order of the British Empire, Wielka Brytania)
- Kawaler Krzyża Wielkiego Orderu Korony Italii (Włochy)
- Krzyż Wojenny za Męstwo Wojskowe (Włochy)